# شهرک حمزه (سردشت)
شهر حمزه یک شهر در ایران است که در بخش سردشت شهرستان دزفول در استان خوزستان واقع شده‌است.

## مردم
مردم این شهر از دو قوم عرب و بختیاری هستند.

## جمعیت
این شهر در دهستان ماهوربرنجی شهرستان دزفول قرار دارد و براساس سرشماری مرکز آمار ایران در سال ۱۳۸۵، جمعیت آن ۵٬۳۵۷ نفر (۹۷۲ خانوار) بوده‌است.